# Buzz Schneider
William Conrad Buzz Schneider (Grand Rapids (Michigan), 14 september 1954) is een Amerikaans ijshockeyer. 
Tijdens de Olympische Winterspelen 1980 in eigen land won Schneider samen met zijn ploeggenoten de gouden medaille. 